# Mary Somerville (Rundfunkdirektorin)

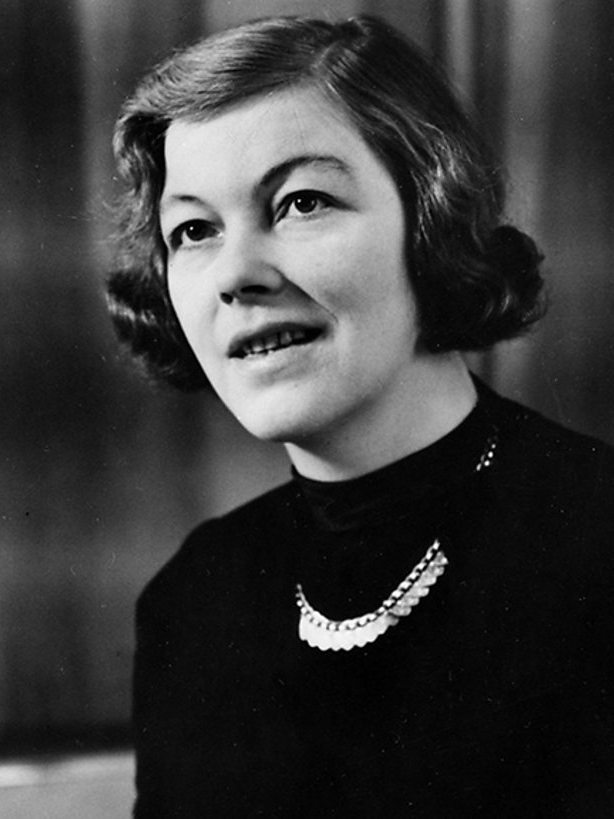
Mary Somerville
(Oktober 1937)

Mary Somerville, OBE (* 1. November 1897 in Neuseeland; † 1. September 1963 in Bath, Grafschaft Somerset, Vereinigtes Königreich) war eine in Neuseeland geborene britische Programmleiterin und Rundfunkdirektorin der British Broadcasting Corporation BBC.

## Frühes Leben
Mary Somerville wurde am 1. November 1897 als älteste Tochter der Eheleute Agnes Fleming und dem PastorJames Alexander Somerville in Neuseeland geboren. Über ihre Zeit in Neuseeland ist nichts bekannt, auch nicht, wann die Familie nach Schottland zog. Mary wuchs jedenfalls in Schottland auf und wurde dort stark von der Atmosphäre ihres Zuhauses beeinflusst. Dort kam sie auch mit Persönlichkeiten in Kontakt, die sich für Literatur, Pädagogik und Philosophie interessierten.
Mary erhielt zunächst eine private Schulausbildung, besuchte dann die Abbey School in Melrose und anschließend die High School in Selkirk. Als Mary 24 Jahre alt war, zog es sie nach Oxford, um am Somerville College zu studieren. 1925 erwarb sie dort ihren Bachelor of Arts.

## Arbeit in der BBC
Im Februar 1925 schlug sie John Reith vor, den sie schon während ihres Studiums kennen gelernt hatte und Direktor bei der BBC geworden war, das Radio als Medium für die Schulen einzusetzen und deren Unterricht damit zu ergänzen. Sie wollte auch zunächst ohne Bezahlung oder für einen geringen Betrag für die BBC arbeiten. Reith war von ihrem Angebot überzeugt und besprach sich mit seinem Bildungsdirektor John Clarke Stobart. Als auch dieser zustimmte, wurde Mary im Juli 1925 als Schulassistentin Stobart zur Seite gestellt.
Es dauerte nicht lange, da wurde Mary zur Leiterin des Schulrundfunks ernannt. Doch als sie Ende 1928 der BBC mitteilte, dass sie ein Kind erwartete, aber in ihrer Position verbleiben wolle, sah sich die BBC mit einem Problem konfrontiert. Nie zuvor wollte eine Frau nach der Geburt ihres Kindes weiter arbeiten. Man fand eine Regelung, dass sie vier Monate weiter ihr Gehalt bekommen konnte und weitere vier Monate die Hälfte davon
Nachdem Mary ihre Arbeit erfolgreich fortsetzen konnte, wurde sie 1931 zum Director of School Broadcasting ernannt und war in dieser Position bis 1947 für die BBC tätig. 1939 konnte sich Mary sogar zusammen mit zwei anderen Frauen zu den höchstbezahlten Frauen in der BBC zählen. Ab 1947 übernahm sie die Funktion der stellvertretenden Leiterin für den Bereich Talks (Gespräche) und drei Jahre später wurde sie Leiterin des Bereichs.
Mary Somerville ging 1955 in den Ruhestand und verstarb am 1. September 1963 in Bath.
Mary war zwei Mal verheiratet. Ihr letzter Mann war Ralph Penton Brown, Korrespondent der Morning Post in Belgrad. Auch bei dieser Vermählung behielt sie ihren eigenen Namen bei. Von Mary sind eine Reihe von Kurzgeschichten und Artikel in englischen und amerikanischen Zeitschriften veröffentlicht worden.

## Ehrungen
- 1935 – Officer of the Most Excellent Order of the British Empire (O.B.E.)[6]
- 1943 – Honorary Master of Arts Degree der University of Manchester[2]